# أساطير هوبية
تتمسك قبيلة هوبي بتراث ديني وميثولوجي متشعب يمتد تاريخه لعدة قرون، ولكن يصعب الجزم بما كان يؤمن به أفراد الهوبي تحديدًا. فقد كانت روايات الميثولوجيا الهوبية (مثل غيرها من الموروثات الشفهية الخاصة بمجتمعات عديدة أخرى) غير متسقة مع بعضها بعضًا، وفي أحيان كثيرة كانت لكل مائدة صحراوية (وحتى كل قرية) رواية مختلفة لحكاية معينة. ورغم ذلك تتشابه الروايات المختلفة للميثولوجيا الهوبية في جوهرها. بالإضافة إلى ذلك، ما زلنا لا نعلم حتى الآن إن كانت الروايات التي يحكيها أفراد قبيلة هوبي لغيرهم من الناس (مثل علماء الإنسان وعلماء وصف الأعراق البشرية) تمثل معتقدات قبيلة هوبي الحقيقية أم أنها محض قصص يحكيها أفراد القبيلة لإشباع فضول العلماء والتكتم على معتقداتهم المقدسة. فكما قال باحث التراث الشعبي هارولد كورلاندير: «ثمة تحفظ عام بشأن إفشاء الأمور التي يعتبرها أفراد القبيلة أسرارًا مقدسة أو موروثات ذات ميول دينية». إلى جانب ذلك، دائمًا ما كان أفراد تلك القبيلة يرحبون بفكرة دمج الأفكار الغريبة إلى معتقداتهم الكونية إذا أثبتت جدواها في تلبية الاحتياجات العملية مثل سقوط الأمطار. تواصل أفراد الهوبي مع الأوروبيين بداية من القرن السادس عشر، ويعتقد البعض أنهم أدخلوا الموروثات الأوروبية المسيحية إلى معتقداتهم الكونية في نقطة ما من التاريخ. وبالفعل انطلقت عدة حملات إسبانية في عدة قرى تابعة لقبيلة هوبي بداية من عام 1629، وانتهت بثورة شعوب البويبلون ضد الإسبان في عام 1680. ورغم ذلك، كانت قبيلة هوبي وحدها من بين كل قبائل البوبيلون التي أخرجت الإسبان من أراضيها بعد الحرب إلى الأبد. ولذلك كانت ثقافة قبيلة هوبي أقل تأثرًا بالحضارة الأوروبية مقارنةً بغيرها من القبائل حتى مطلع القرن العشرين. ومن المرجح أن التأثير الأوروبي في السمات الجوهرية للميثولوجيا الهوبية كان تأثيرًا طفيفًا.[بحاجة لمصدر]

## الآلهة الكبرى

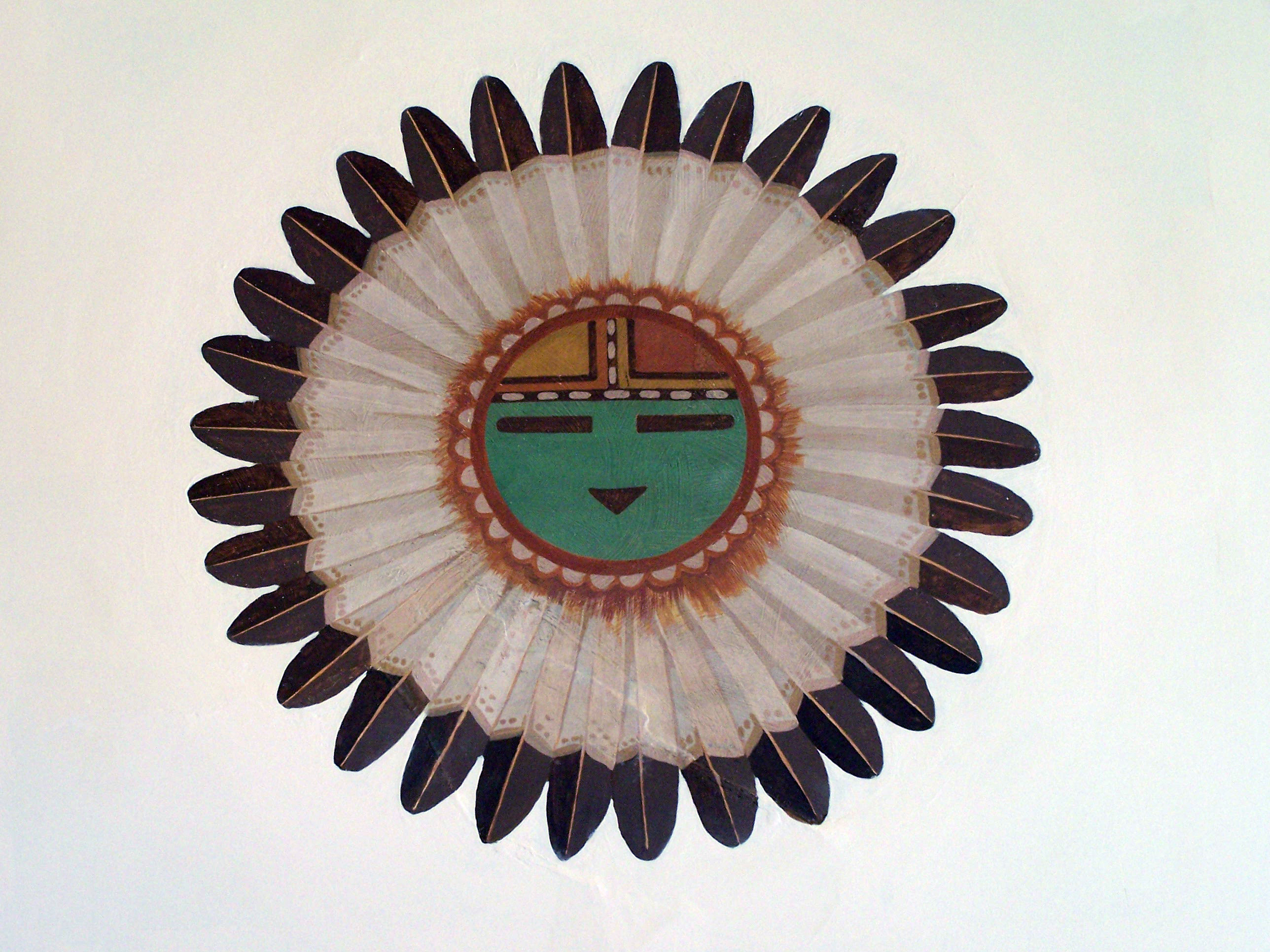
تاوا وهي روح الشمس وخالقة شعب الهوبي وفقًا للأساطير الهوبية.

تتمحور معظم حكايات الخلق عند قبيلة هوبي حول الإله تاوا؛ روح الشمس. تاوا هو الخالق في الميثولوجيا الهوبية، وهو الذي أنشأ «العالم الأول» وسكانه الأصليين من الفضاء الذي لا نهاية له، أو ما يسمونه توكبيلا. ما زالت عادة طلب الأمهات المباركة من الشمس لأطفالهن الرضع قائمة. تقول بعض الروايات الأخرى أن تاوا أو تايوا خلق سوتوكنانغ أولًا، وبعثه لخلق الأكوان التسعة وفقًا لما خطط له. خلق سوتوكنانغ كذلك «المرأة العنكبوت» التي جعلها رسولًا للخالق، ووسيطًا بين الناس والآلهة. وفي بعض روايات الميثولوجيا الهوبية الأخرى، كانت المرأة العنكبوت الإلهة التي خلقت كل أشكال الحياة على الأرض تحت إرشاد سوتوكنانغ. تزعم بعض الروايات الأخرى أن امرأة الغرب وامرأة الشرق خلقتا أشكال الحياة على الأرض، بينما راقبتهما الشمس وحسب.
كان ماساوو، رجل العظام، روح الموت، وإله الأرض، وحارس بوابة العالم الخامس، وحارس النار. كان ماساوو أيضًا سيد العالم العلوي، أو ما يُعرف بالعالم الرابع، وكان موجودًا في الوقت الذي هرب فيه الناس الأخيار من شرور العالم الثالث أملًا في الوصول للعالم الرابع. تصف بعض الروايات مساوو بأنه كان يرتدي قناعًا شنيعًا، بينما تصفه بعض الروايات الأخرى بأنه رجل وسيم مُرصع بالجواهر يخفي هيئته تحت قناعه، وتصفه بعض الروايات الأخرى بأنه كائن دموي مثير للرعب. تُنسب إلى ماساوو كذلك بعض الصفات الحميدة، إذ تزعم إحدى الروايات أن ماساوو هو الذي ساعد قبيلة هوبي على استيطان منطقة أورايبي في ولاية أريزونا، وأعطاهم حق رعاية تلك الأرض، وكلفهم بترقب وصول الباهانا، الأخ الأبيض المفقود. من بين الآلهة الكبرى الأخرى الإلهان التوأمان: كاتشينكا، والكايوتي المخادع.
تُعد الذرة عنصرًا مهمًا في معيشة قبيلة هوبي ودينهم. «يرى أفراد قبيلة هوبي التقليديون أن الذرة رابطة محورية. فهي تحيط بهم في كل مكان من الجانب المادي، والجانب الروحاني والرمزي. تُعد الذرة من منظور سكان الموائد الصحراوية مصدرًا للغذاء، وغرضًا احتفاليًا، وقربانًا، ورمزًا دينيًا، وكائنًا واعيًا في حد ذاته. فالذرة تمثل الأم بكل ما تحمله الكلمة من معنى، حتى أن أولئك الناس يأكلون الذرة حتى تصبح جزءًا من لحمهم ودمهم كما يصبح لبن الأم جزءًا من لحم رضيعها».

## العوالم الأربعة
تزعم أساطير قبيلة هوبي أن الأرض في صورتها الحالية تمثل رابع عالم يسكنه مخلوقات الإله تاوا. تزعم الحكاية أنه في كل عالم سابق للعالم الحالي يعصي الناس أوامر تاوا، ويعيشون حياة مخالفة لما خطط له تاوا رغم شعورهم بالسعادة في البداية. فقد كانوا منخرطين في الانحلال الجنسي، وحاربوا بعضهم بعضًا، ولم يعيشوا في انسجام. وفي كل مرة تبعث المرأة العنكبوت عادةً أكثر الناس طاعةً وامتثالًا للإله إلى العالم التالي، مع حدوث تغيرات ملموسة في المسافرين خلال رحلتهم، وبيئة العالم الذي يترقبون وصوله. تزعم بعض الروايات أن العوالم السابقة دُمرت بكل ما فيها من سكان أشرار، بينما تزعم بعض الروايات الأخرى أن العوالم القديمة تُركت كما هي بما فيها من فوضى بعد إنقاذ الأخيار منها.

### دخول العالم الرابع
ثمة روايتان رئيسيتان حول قصة دخول البشر إلى العالم الرابع. إحداهما تزعم أن المرأة العنكبوت جعلت قصبة مجوفة (أو شجرة بامبو) تنمو حتى وصلت إلى السماء، وبرزت في العالم الرابع عند بقعة تُسمى سيبابو. وبعدها تسلق الناس تلك القصبة حتى وصلوا لعالمهم الجديد عبر تلك البقعة. تزعم تلك الرواية أن البقعة تقع في الغراند كانيون.
أما الرواية الأخرى (التي تُحكى عادةً في قرية أورايبي) فهي تزعم أن تاوا دمر العالم الثالث بفيضان هائل. وقبل حلول الدمار، أنقذت المرأة العنكبوت الأخيار من الغرق بوضعهم داخل قصبات مجوفة كي تطوف بهم في الماء. وفور وصولهم إلى أرض يابسة صغيرة، لم ير أحدهم شيئًا في الأفق سوى المياه التي أحاطت بهم من كل جانب. لم ير أولئك الناس شيئًا حتى بعدما زرعوا شجرة بامبو كبيرة وتسلقوا عليها أملًا في العثور على أرض يابسة. وبعدها أمرتهم المرأة العنكبوت بصناعة قوارب أخرى من القصب، والاستعانة بأحجار الجزيرة حتى لا يضلوا الطريق. أبحر أولئك الناس حتى وصلوا إلى سفوح الجبال الساحلية في العالم الرابع.
وضح هارولد كورلاندير أنه على الرغم من عدم تيقنا من أصل تلك الحكايات وأي منها هي «الحكاية الصحيحة»، تُتلى حكاية سيبابو على معظم أطفال القرى الصغار (لا سيما قرية أورايبي التي تُعد أقدم قرية هوبية)، بينما تُتلى حكاية رحلات البشر البحرية على الأطفال الكبار. وضح هارلود كذلك أن اسم عشيرة الماء الهوبية (باتكينيامو) يعني: قاطن المياه، أو البيت العائم. ولكنه لاحظ أن قصة سيبابو متمحورة حول منطقة والبي، وأن تلك الرواية تحظى بقبول أوسع لدى قبيلة هوبي بصفة عامة.